# Landauer Volksbank
Das Gebäude der ehemaligen Landauer Volksbank ist ein denkmalgeschütztes Geschäftshaus in der Innenstadt von Landau in der Pfalz. Es wurde 1903 als Zentrale der Bank errichtet. 

## Baustil
Dem Zeitgeschmack des Historismus folgend entstand ein stattlicher, opulent geschmückter Sandsteinbau im neobarocken Stil. Planende und ausführende Firma war das Landauer Bauunternehmen Ecker.

## Lage
Standort des Hauses ist Xylanderstraße 1, im Gebiet der südlichen Stadterweiterung. Die Auftraggeber wählten eine exponierte Ecklage an einer platzartigen Erweiterung der Reiterstraße aus. Die städtebauliche Situation wird durch einen runden Eckpavillon betont, der mit einer Kuppel abschließt.

## Verwendung
Seit 1937 beherbergt das Gebäude eine Filiale der Deutschen Bank. Zudem sind Institute der Rheinland-Pfälzischen Technische Universität Kaiserslautern-Landau darin untergebracht.

## Denkmalschutz
Die Volksbank ist Teil der Denkmalzone Obertorplatz.